# Eugenio Montero Ríos
Eugenio Montero Ríos (Santiago de Compostel·la, 13 de novembre de 1832 - Madrid, 12 de maig de 1914) va ser un polític i jurista espanyol.
Va ser ministre de Gracia i Justícia amb Amadeu I i ministre de Foment, president del Tribunal Suprem i president del Consell de Ministres d'Espanya amb Alfons XIII.

## Biografia

### Origen
Va iniciar els seus estudis en el seminari de Santiago, abandonant-los per falta de vocació. Va estudiar Dret en la Universitat de Santiago de Compostel·la i va ser catedràtic de Dret Canònic (disciplina eclesiàstica) en la Universitat d'Oviedo (1859), traslladant-se a la Universitat de Santiago de Compostel·la en 1860 i en 1864 a la Universitat Central de Madrid. Va fundar el periòdic d'idees avançades, La Opinión Pública, portaveu d'Antonio Romero Ortiz, un dels participants en l'aixecament del comandant Solís de 1846 en Lugo.

### Sexenni democràtic

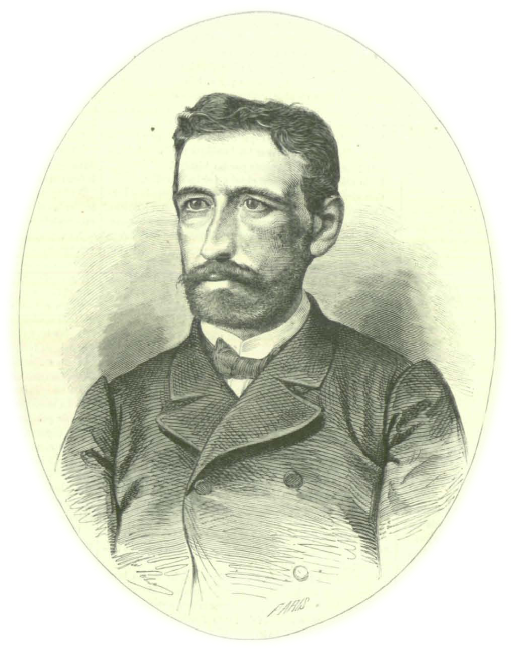
Montero Ríos en 1870 com a Ministre de Gracia i Justícia, gravat de La Ilustración Española y Americana.

Va començar la seva participació en la política dins del Partit Progressista de Joan Prim i Prats. Després de la revolució de 1868, va ser diputat en les Corts constituents de 1869 pels progressistes per la província de Pontevedra, i va participar en el govern de Prim en 1870 com a ministre de Gracia i Justícia. Partidari de la separació entre Església i Estat, va introduir com a importants novetats la llei de registre civil i del matrimoni civil.
Va ser un dels màxims valedors d'Amadeu I, amb el qual va ocupar dos cops més la mateixa cartera, promovent mesures legislatives tendents a separar l'Església i l'Estat. Va acompanyar al rei a Lisboa en 1873, després de la seva renúncia.
En 1873 va participar en la fundació del Partit Republicà Democràtic de Cristino Martos Balbi i en 1877 en la creació de la Institución Libre de Enseñanza, de la que en va ser nomenat rector (1877-1878).

### Restauració borbònica
Al principi de la restauració borbònica va oscil·lar entre el republicanisme (en 1880 encara signa un manifest republicà) i el liberalisme d'Izquierda Dinástica (1881). Però incapaç de desenvolupar un partit liberal que pogués competir amb Práxedes Mateo Sagasta, al final es va unir a la seva causa. Va ser ministre de Foment entre el 27 de novembre de 1885 i el 10 d'octubre de 1886, ministre de Gracia i Justícia entre l'11 de desembre de 1892 i el 6 de juliol de 1893, president del Tribunal Suprem (1888) i de ministre de Gracia i Justícia (1892). Va ser president de la delegació espanyola que va negociar el Tractat de París, després de la guerra amb els Estats Units (1898) i que va suposar la pèrdua de les últimes colònies. Després fou diverses vegades president del Senat.
Després de la mort de Sagasta el 1903, el va succeir de forma provisional, i va encapçalar, al costat de José Canalejas i Vega de Armijo, la fracció més esquerrana, oposada al centrisme, més moderat, de Segismundo Moret.

### President del consell de ministres
Va ser president del Consell de Ministres entre el 23 de juny de 1905 i l'1 desembre de 1905. L'oposició del monarca Alfons XIII a castigar els militars en l'incident del setmanari satíric Cu-Cut! va motivar la seva dimissió l'1 de desembre de 1905 (Montero Ríos va ser substituït per Moret, qui es va aprestar a promulgar la Llei de Jurisdiccions).
Va morir en Madrid el 12 de maig de 1914. En el seu testament renunciava a les condecoracions obtingudes de la corona.

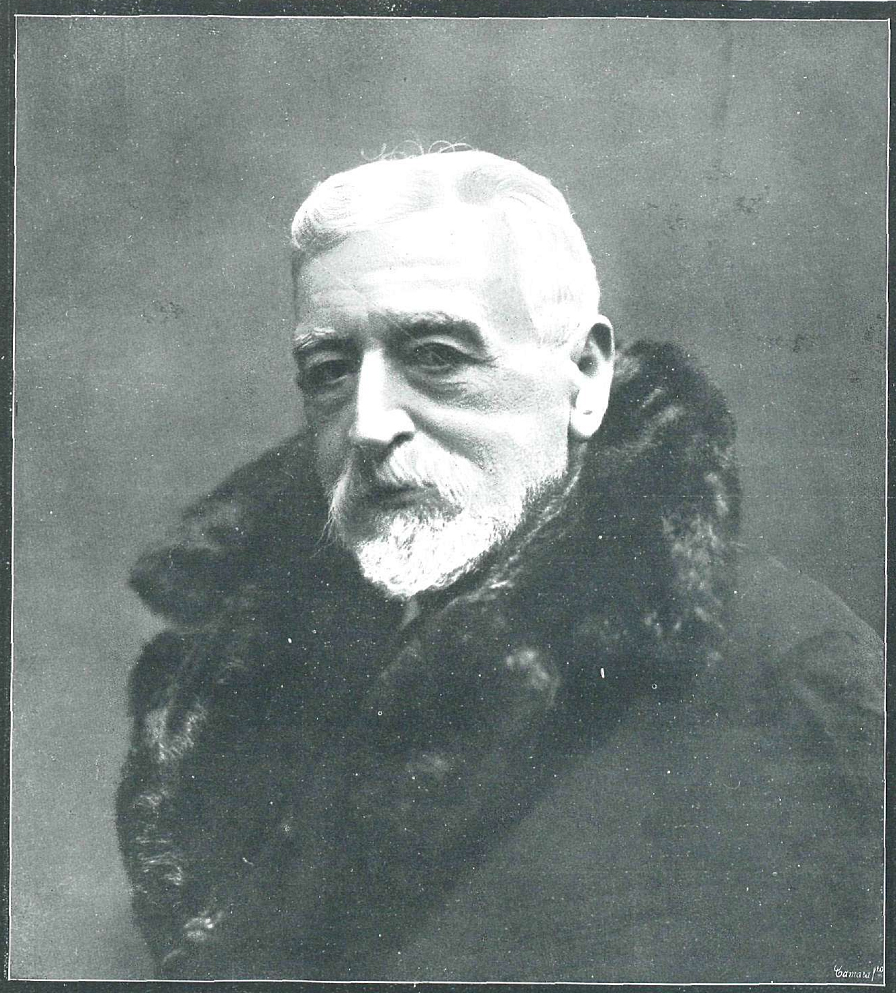
Montero Ríos, fotografiat per Kaulak.

## Ideologia
Montero Ríos representa d'alguna manera l'entramat liberal del caciquisme polític dominant en la Galícia de la Restauració. Va ser cap d'una àmplia família sanguínia i política formada pels seus gendres (Benito Calderón Ozores, Manuel García Prieto) i fills (Eugenio i Andrés Avelino Montero Villegas) amb ramificacions a les quatre províncies. Els interessos organitzats entorn d'aquest polític cobrien al començament del segle XX la major part de Galícia. A la seva residència de Lourizán, província de Pontevedra, hi acudien polítics, periodistes i homes destacats de l'època en peregrinació com si fos una meca política.

## Obra
A Santiago de Compostel·la publicà en 1855, la Memoria sobre el origen y relaciones de la Economía Política amb influències de La Sagra. De tornada d'Oviedo a la seva ciutat natal escandalitza als sectors moderats locals amb Ultramontanismo y cismontanismo en la historia y en la ciencia. Va practicar des de la premsa a l'alta cultura acadèmica, passant pel folklore d'arrel més popular.
La seva dilatada obra jurídica i parlamentària van ser d'una riquesa extraordinària. Vocal de la Secció primera de la Comissió general de codificació, va ser acadèmic de la Reial Acadèmia de la Història i de la de Ciències Morals i Polítiques. A la seva iniciativa es deu la Llei Orgànica del Poder Judicial. Va col·laborar en la Revista General de Legislación y Jurisprudencia, amb contribucions sobre administració de justícia i tribunals de partit.
El primer biògraf important va ser el seu gendre Manuel García Prieto en un discurs pronunciat en la Reial Acadèmia de Jurisprudència i Legislació el 1930. Juan del Arco també va glossar la seva vida i obra en el tom X de Los presidentes del Consejo de la Monarquía Española (1874-1931), publicat el 1947. L'entrada molt completa de la Gran Enciclopedia Galega Silverio Cañada (1974) la va fer José Antonio Durán, qui també s'ocupà de l'estadista i jurista en el seu llibre Crónicas-4.